# Crocidura harenna
La crocidura di Harenna (Crocidura harenna Hutterer & Yalden, 1990) è un mammifero soricomorfo della famiglia dei Soricidi, endemico dell'Etiopia.

## Distribuzione e habitat
L'unica zona in cui sopravvive questa specie è la foresta di Harenna nei Monti di Bale, in Etiopia meridionale, in un territorio che copre solo una superficie di 200 km2. Le aree vicine alla foresta sono state sottoposte a un controllo e non sono stati trovati altri gruppi di questa specie.
Questa specie abita nelle foreste montane tropicali con vegetazione sempreverde.

## Conservazione
La IUCN Red List classifica Crocidura harenna come specie in pericolo critico di estinzione.

La specie è protetta all'interno del Parco nazionale delle montagne di Bale.